# 나의 탐스러운 사생활
《나의 탐스러운 사생활》은 2025년도의 드라마 영화이다.

## 출연진

### 주연
- 황승언 : 강하니 역
- 김현준 : 이바이스 역
- 도연진 : 젬마 역
- 강준규 : 유현 역

## 참고 사항
- 도연진은 서형우의 전작 신체모음.zip의 6번째 단편 '끈'에 이어 이번에도 서형우와 협업했다.